# 魏森施泰因
魏森施泰因是奥地利克恩顿州菲拉赫兰县的一个市镇。总面积49.11平方公里，总人口3020人，人口密度61.5人/平方公里（2011年）。